# Vinsta (naturreservat)
Vinsta är ett naturreservat i Värnamo kommun i Jönköpings län.
Området är naturskyddat sedan 2017 och är 16 hektar stort. Reservatet ligger vid nordöstra delen av sjön Bolmen och består av en äldre ädellövskog som domineras av ek och bok. 